# Badminton-Juniorenweltmeisterschaft 2008/Mannschaft
Die Badminton-Juniorenweltmeisterschaft 2008 fand in Pune in Indien statt. Folgend die Ergebnisse im Mannschaftswettbewerb, welcher vom 24. bis zum 28. Oktober 2008 ausgetragen wurde.

## Endstand
| 1. Volksrepublik China 2. Südkorea 3. Malaysia 4. Indien 5. Thailand 6. Japan 7. Indonesien 8. Hongkong 9. Taiwan 10. Kanada 11. Singapur | 1. Frankreich 2. England 3. Russland 4. Neuseeland 5. Deutschland 6. Schottland 7. Sri Lanka 8. Türkei 9. Tschechien 10. Estland |